# Carl Størmer
Carl Størmer, nascido Fredrik Carl Mülertz Størmer (3 de setembro de 1874 — 13 de agosto de 1957), foi um matemático e físico norueguês. Estudou o movimento de partículas carregadas na magnetosfera e a formação das auroras.

## Pesquisa matemática
A primeira publicação matemática de Størmer, publicada quando ele era um estudante iniciante aos 18 anos, tratava de séries trigonométricas generalizando a expansão de Taylor da função arco-seno. Ele revisitou esse problema alguns anos depois. Em seguida, ele investigou sistematicamente a fórmula semelhante a de Machin, pela qual o número π pode ser representado como uma combinação racional dos chamados "números de Gregório" da forma arctan 1/n. Fórmula original de Machin,
{\displaystyle \textstyle \pi =16\arctan {\frac {1}{5}}-4\arctan {\frac {1}{239}},}
é desse tipo, e Størmer mostrou que havia três outras maneiras de representar π como uma combinação racional de dois números de Gregório. Ele então investigou combinações de três números de Gregório e encontrou 102 representações de π dessa forma, mas foi incapaz de determinar se poderia haver soluções adicionais desse tipo. Essas representações levaram a algoritmos rápidos para calcular aproximações numéricas de π. Em particular, uma representação de quatro termos encontrada por Størmer,
{\displaystyle \textstyle \pi =176\arctan {\frac {1}{57}}+28\arctan {\frac {1}{239}}-48\arctan {\frac {1}{682}}+96\arctan {\frac {1}{12943}}}
foi usado em um cálculo recorde de π para 1 241 100 000 000 de dígitos decimais em 2002 por Yasumasa Kanada. Størmer também é conhecido pelos números de Størmer, que surgiram da decomposição dos números de Gregório no trabalho de Størmer.
O teorema de Størmer, que ele provou em 1897, mostra que, para qualquer conjunto finito P de números primos, há apenas muitos pares finitos de inteiros consecutivos tendo apenas os números de P como seus fatores primos. Além disso, Størmer descreve um algoritmo para encontrar todos esses pares. As relações superparticulares geradas por esses pares consecutivos são de particular importância na teoria musical. Størmer prova este teorema reduzindo o problema a um conjunto finito de equações de Pell, e o próprio teorema também pode ser interpretado como descrevendo as possíveis fatorações de soluções para a equação de Pell. Chapman cita Louis Mordell dizendo "Seu resultado é muito bonito, e há muitas aplicações dele".
Assuntos adicionais da pesquisa matemática de Størmer incluíram grupos de Lie, a função gama e aproximação diofantina de números algébricos e dos números transcendentais decorrentes de funções elípticas. A partir de 1905, Størmer foi editor da revista Acta Mathematica e também editor das obras matemáticas publicadas postumamente de Niels Henrik Abel e Sophus Lie.

## Pesquisa astrofísica

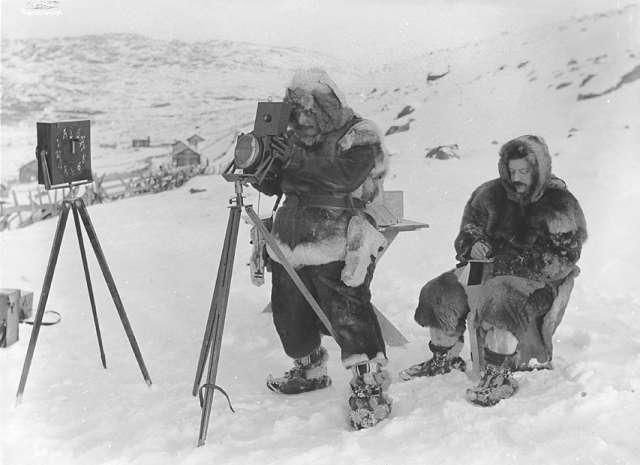
Carl Størmer com o assistente Birkeland em 1910

A partir de 1903, quando Størmer observou pela primeira vez as tentativas experimentais de Kristian Birkeland para explicar a aurora boreal, ele ficou fascinado pelas auroras e fenômenos relacionados. Seu primeiro trabalho sobre o assunto tentou modelar matematicamente os caminhos percorridos por partículas carregadas perturbadas pela influência de uma esfera magnetizada, e Størmer acabou publicando mais de 48 artigos sobre o movimento de partículas carregadas. Ao modelar o problema usando equações diferenciais e coordenadas polares, Størmer foi capaz de mostrar que o raio de curvatura do caminho de qualquer partícula é proporcional ao quadrado de sua distância do centro da esfera. Para resolver as equações diferenciais resultantes numericamente, ele usou a integração de Verlet, que é, portanto, também conhecida como método de Störmer. Ernst Brüche e Willard Harrison Bennett verificaram experimentalmente os movimentos de partículas previstos por Størmer; Bennett chamou seu aparato experimental de "Störmertron" em homenagem a Størmer. Os cálculos de Størmer mostraram que pequenas variações nas trajetórias das partículas que se aproximam da Terra seriam ampliadas pelos efeitos do campo magnético da Terra, explicando as formas convolutas das auroras. Størmer também considerou a possibilidade de que as partículas pudessem ficar presas no campo geomagnético e calculou as órbitas dessas partículas presas. O trabalho de Størmer neste assunto se aplica ao que hoje é chamado de corrente do anel magnetosférico e cinturões de radiação de Van Allen.
Além de modelar esses fenômenos matematicamente, Størmer tirou muitas fotos de auroras, de 20 observatórios diferentes em toda a Noruega. Ele mediu suas alturas e latitudes por triangulação de vários observatórios e mostrou que a aurora tem tipicamente uma altura de 100 quilômetros acima do solo. Ele os classificou por suas formas e descobriu em 1926 a "aurora iluminada pelo sol", um fenômeno que pode ocorrer no crepúsculo, quando as partes superiores de uma aurora são iluminadas pelo sol; essas auroras podem chegar a até 1 000 km acima do solo.
O livro de Størmer, Das Profundezas do Espaço ao Coração do Átomo, descrevendo seu trabalho nesta área, foi traduzido em cinco idiomas diferentes do norueguês original. Um segundo livro, The Polar Aurora (Oxford Press, 1955), contém tanto seu trabalho experimental sobre auroras quanto suas tentativas matemáticas de modelá-las. Em sua revisão deste livro, o astrônomo canadense John F. Heard chama Størmer de "a autoridade reconhecida" em auroras. Heard escreveu: ""A Aurora Polar", sem dúvida, permanecerá por muitos anos um livro de referência padrão; ele pertence à mesa de qualquer pessoa cujo trabalho ou interesse esteja relacionado com auroras".
Outros fenômenos astrofísicos investigados por Størmer incluem pulsações do campo magnético da Terra, ecoando em transmissões de rádio, nuvens nacaradas e nuvens noturnas luminosas, luz zodiacal, trilhas de meteoros, a coroa solar e vórtices solares e raios cósmicos.

## Trabalhos
- The Polar Aurora (1955)